# Glew (Buenos Aires)
Glew est une localité dans la province de Buenos Aires, en Argentine. Elle se situe dans le partido d'Almirante Brown.

## Géographie
Glew est une banlieue de l'agglomération du Gran Buenos Aires qui se situe à 30 km au sud du centre-ville et à 10 km au sud d'Adrogué, chef-lieu du partido. Le territoire de Glew partage une frontière avec le partido de Presidente Perón. L'Arroyo de la Piedras naît à la frontière entre Glew et Ministro Rivadavia, mais ne traverse pas la localité, tandis que l'Arroyo del Rey prend sa source dans la partie ouest de Glew et traverse cette même partie souterrainement.

### Transports
Glew est reliée à Buenos Aires par la route provinciale 210, et par la ligne de chemin de fer Roca (ligne Constitución-Mar del Plata-Miramar). La route provinciale 16 allant dans la même direction passe à proximité de son territoire.

## Toponymie
Le toponyme Glew provient du nom de Juan Glew, donneur des terres sur lesquelles fut construite la gare, et possesseur d'une estancia locale. La localité a, à sa fondation, été nommée Pueblo Cambaceres en l'honneur d'Antonino Cambaceres (es), sénateur argentin y possédant un lot de terrain.

## Histoire
En 1857, Juan Glew acquiert des terrains dans les limites du Glew actuel et y installe une estancia. Ensuite, en 1865, il donne les terres de l'actuelle gare. Peu après, Juan Glew disparaît sans laisser de trace, et les premiers habitants s'installent, y compris Antonino Cambaceres (es). À la mort de ce dernier, le village prit son nom. Plus tard, le nom de la localité redevint Glew. En 1905, l'église Santa Ana (Sainte-Anne) fut consacrée. Raúl Soldi (en) commença à travailler sur les muraux de cette même église, un travail qui prit 23 ans.

## Population et société
Glew comptait 57 878 habitants en 2001. Elle a donc droit à une délégation municipale, représentée par Guillermo Antoniani.
Glew dispose d'une église catholique, placée sous le vocable de Santa Ana (Sainte-Anne). Il y a aussi deux chapelles catholiques et plusieurs églises évangéliques.

## Économie
L'économie de Glew est majoritairement basée sur les services et les commerces.

## Sports

### Football
On trouve deux clubs de football à Glew: le Club Atlético Defensores de Glew et le Club Social y Deportivo de Glew, chacun possédant un terrain.

### Cyclisme
Glew dispose d'un circuit cyclable près de la gare.

## Culture et loisirs
Plusieurs bibliothèques sont localisées sur le territoire de Glew. Notons la présence de la Fondation Soldi qui promeut les arts.

## Lieux et monuments
- Église Santa Ana (Sainte-Anne), consacrée en 1905, ornée de muraux peints par Raúl Soldi (en).

## Personnalités
- Antonino Cambaceres (es) (1832-1888), sénateur et homme politique argentin.